# Gladkaja
De Gladkaja (Russisch: Гладкая; "effen", "glad") is een 44 kilometer lange rivier in het zuiden van de Russische kraj Primorje. De rivier ontspringt op de Soechanovpas op een hoogte van 180 meter en mondt uit in de Expeditiebocht van de Posjetbaai van de Japanse Zee. De gemiddelde breedte aan de monding bedraagt 3 tot 6 meter en de diepte varieert van 0,2 tot 0,4 meter.
Aan de rivier liggen de plaatsen Soechanovka, Gvozdevo en Zajsanovka.